# 曼島工黨
曼島工黨（英語：Manx Labour Party）是曼島的一個中間偏左的社会民主主义政黨，成立於1918年9月7日。曼島工黨的黨魁是喬尼·法拉格。曼島工黨有55名黨員。

## 政策
曼島工黨於2021年發表政策宣言，提議將政府的教育支出增加至GDP的至少4% ，反對醫療行業私有化，支持提高最低法定工資。

## 歷史
曼島工黨成立於1918年，是曼島第一個有組織的政黨。它的形成是由於間接稅佔曼島政府收入的比例較高、工資相對較低以及缺乏社會立法。該黨的創始人認為這對社會上最貧窮的人不公平，並希望增加對所得稅的依賴，並引入養老金等社會立法。
曼島工黨的根源在於曼島的憲章運動、工會運動、曼島改革聯盟等各種改革組織。